# Roger Rees
Roger Rees (Aberystwyth, Wales, 1944. május 5. – Manhattan, New York, 2015. július 10.) Tony-díjas walesi, amerikai színművész, rendező, egyetemi professzor.

## Életútja
1944. május 5-én született a walesi Aberystwythben. Apja ács, anyja bolti eladó volt. Egy fivére van, Andrew. Kilencéves koráig Walesben élt, aztán a család Dél-Londonba költözött, ahol az apja rendőrként dolgozott Battersea-ben. Roger a Balham County Secondary Modern Schoolba (Balhami Középiskolába) járt, utána a Camberwell School of Arts and Crafts (Camberwelli Iparművészeti Középiskolába), majd a Slade School of Fine Artsba (Slade Szépművészeti Főiskolára). Tanulmányait finanszírozandó a Park Lane-i Hilton szállóban, a Simpsons-in-the Strand étteremben és a Victoria Line-nak az Oxford Circus alatti megállójában dolgozott. Míg a Camberwell Schoolba járt, belépett a cserkészek közé, hogy részt vehessen a színielőadásaikban. Dolgozott neves varietésztárokkal, megismerkedett olyan hírességekkel, mint Marlene Dietrich.
Huszonegy éves volt, amikor meghalt az apja, és ott kellett hagynia a Slade-et, hogy eltarthassa a családját. Díszleteket festett a wolverhamptoni és más színházaknak. A Wimbledon Theatre-ben festett díszleteket, amikor 1965-ben Arthur Lane, az egyik utolsó színész-igazgató szerepet adott neki a Hindle Wakes”-ben. Más szerepeket is eljátszott abban a szezonban, Dennist a Gyilkosság a paplakban című darabban, Bob Cratchitet a Karácsonyi énekben, majd próbára jelentkezett a Royal Shakespeare Companynél, ahol elutasították, mert a hangja nem volt elég jó. 1967-ben, negyedik próbálkozására, felvette az RSC. Sok Shakespeare-színműben és modernebb darabokban is játszott kisebb szerepeket, például a Kísérőt az Ahogy tetszikben, majd Fentont A windsori víg nőkben, a halászt a Periklészben, aztán Gratianót A velencei kalmárban, Claudiót a Sok hűhó semmiértben, Roderigót az Othellóban. Fellépett olyan modern produkciókban is, mint Günter Grass A plebejusok a felkelést próbálják és John Arden A hatalmasok szigete című drámája.
Öt évet töltött az RSC-nél, utána belépett a Cambridge Theatre Companybe, ahol fellépett Az égig érő paszuly varietében, Shakespeare Vízkeresztjében, Brecht Rettegés és ínség a Harmadik Birodalomban című drámájában és Ionesco Aunt Sally-jében.
Megint az RSC-vel a Broadway-t is megízlelhette, amikor előadták ott a Londoni arszlánokat (Dion Boucicault). Nagyobb szerepeket is kapott az RSC-nél, Benvoliót a Hamletben, ahol Ian McKellen játszotta a címszerepet, Antipholust Trevor Nunn Tévedések vígjátéka-musicalében.
1978-ban egy kisebb RSC-társulattal turnézott Dunfermline-ben, Edinborough-ban, Poole-ban, Horshamben, Canterburyben, Exmouthban, Glastonburyben és Peterborough-ban. A társulat tagjai voltak többek közt: Edward Petherbridge, Bob Peck, Clyde Pollitt, Griffith Jones, Patrick Godfrey, Suzanne Bertish, Emily Richard, Rose Hill és Susan Tracy. Ian McKellen volt a vezetőjük. A Vízkeresztet, a Három nővért és Az ükhadsereg Is There Honey Still for Tea? című epizódját állították színpadra. Utóbbit úgy emlegették: „szó- és zenegyűjtemény Angliáról”, és Rees állította össze. Voltak benne részletek Noël Cowardtól, sőt még Scott kapitány naplójából is. Stratfordba visszatérve Posthumust alakította a Cymbeline-ben és Szemjont Nyikolaj Erdman Az öngyilkosában.
1978-ban rövid időre visszatért a gyökereihez, és rajzillusztráció-sorozatot készített színésztársa, Michael Pennington könyvéhez, a Rosszijához, amely egy szibériai vonatútról szól. Rees, bár nem utazott vele, mégis jól megjelenítette az orosz világot figuráival és tájképeivel.
1980-ban anyagi nehézségek miatt az RSC csak egy produkciót mutatott be Londonban, a Nicholas Nicklebyt. Reesnek ez volt az áttörés. Éveken keresztül uralta a pályáját, a Broadway-re is eljutott vele, és tévésorozat is készült belőle. Rees Olivier- és Tony-díjat is kapott érte, a darabot azóta is megemlíti minden cikk és interjú, ami vele készült.
Ekkoriban kapta az első tévés munkát, barátjával, Judi Denchcsel játszott a Saigon: Year of the Cat című filmben, és a Roald Dahl-féle Meghökkentő mesék egyik epizódjában is megjelent.
Következő nagy színházi szerepe a West Enden volt, ő játszotta először Henry szerepét Tom Stoppard The Real Thingjében. Néhány évvel később Kernert is játszotta Stoppard Hapgoodjában. Ekkoriban kapott főszerepet első amerikai filmjében, Bob Fosse Egy aktmodell halálában. Játszotta Hamletet (Hamlet), és Berowne-t (A lóvá tett lovagok) az RSC-vel. 1986-ban feltűnt a Double Double című thrillerben, amit ő írt Eric Elice-szel.
A késő 1980-as és korai 1990-es években egyre több filmben és tévés produkcióban játszott. Robin Colcord milliomost a Cheersben, Tyler Dewitt a The Young Riders, és Vic Racine My So-Called Life- sorozatok egy-egy epizódjában. Főszerepet tölt be a M.A.N.T.I.S. (22 epizódban játssza John Stonebrake szerepét), a Boston Commonban (Harrison Cross elnök, 8 epizódban). Fontos filmszerepei még: Augustus Steranko (Spionfióka - 1991), Parnell (Állj, vagy lő a mamám! - 1992), Rottinghami seriff (Robin Hood, a fuszeklik fejedelme - 1993), Peter Quince (Szentivánéji álom - 1999). 1989-ben amerikai állampolgár lett.
New Yorkban Obie-díjat kapott 1992-ben Graydon Massey-szerepéért John Robin Baitz színdarabjában, a The End of the Day-ben. 1993-ban a Broadway-en játszotta volna Lermontovot a Piros cipellőkben, de a premier előtt otthagyta a produkciót. Következő fellépése sikeresebb volt. George-ot játszotta Cocteau Botlásokjában, Kathleen Turnerrel, Eileen Atkinsszel, Jude Law-val, Cynthia Nixonnal. Tony- és Drama Desk Award-jelölést kapott érte. 1996-ban David Threlfall-lal (akivel a Nicklebyben is játszott) együtt szerepelt a The Rehearsalban a Roundabout Theatre-ben. Ezután következett Molière Mizantrópja a Broadway-n, ahol Alceste-et alakította (Uma Thurman volt Jennifer). 2000-ben Derek Jacobival együtt léptek fel a Ványa bácsiban, az Atkinson színházban.
Ebben az időszakban rendezőként is sokat dolgozott. A 80-as évek közepén már két évig társ művészeti vezető volt a Bristol Old Vicben. A San Diegó-i Globe-fesztiválon ő rendezte a Windsori víg nőket 1999-ben, és a Lóvá tett lovagokat 2000-ben. Rendezte még Shaw Fegyver és vitézét a Roundaboutban 2000-ben, majd játszott a Ványa bácsiban. A williamstowni színházi fesztiválon Sheridan The Rivals-át rendezte (1998), rendezője és főszereplője volt A makrancos hölgynek, Bebe Neuwirthtal együtt.
Drámaprofesszor volt a Floridai Állami Egyetemen 1988-ban, előadott a színjátszásról az Kaliforniai Egyetemen. Több könyv társszerzője a Shakespeare-játszásról.
Rengeteg hangoskönyvfelvétele van, dolgozott képregényeken (Gargoyles), szerepelt rádiójátékokban. A címszereplője volt a BBC 1988-ban bemutatott A sátán kutyája című művében. Lord Windermere-t pedig a Lady W. legyezője című alkotásban személyesítette meg (L. A. Theatre Works, 2000).
2004 novembere és 2007 októbere között fél évszázados fennállása óta negyedik művészeti vezetője volt a Williamstown Theatre Festivalnak. Nathan Lane főszereplőt váltotta Gomez Addams szerepében az Addams Family Broadway musical változatában 2011. március 22-én, és a produkcióban maradt a 2011. december 31-én tartott utolsó előadásig.
2012-ben mutatta be What You Will címen egyszemélyes Shakespeare-showját a londoni West Enden, amely három hétig futott az Apollo Theatre-ben.
2013-ban megrendezte Crispin Whitell darabját, amely The Primrose Path címmel futott a minneapolisi Guthrie Theater-ben.
2014-ben musicalt rendezett Dog and Pony címmel, amelyet Rick Elice és Michael Patrick Walker írtak, a bemutatót a San Diegó-i Old Globe Theatre-ben tartották.
Utolsó szerepe Anton Schell volt a The Visit című musicalben Chita Rivera partnereként, ez a Broadwayn 2015. április 23. és 2015. június 14. között ment. Rees betegsége miatt 2015 májusában lépett ki a produkcióból. Rees betegsége miatt 2015 májusában lépett ki a produkcióból
Rees rendezte volna Elice és Will Van Dyke Magnificent Climb című új musicaljét 2016 őszén a MCC Theaterben New Yorkban. Elő szerette volna adni one-man Shakespeare show-ját, a What You Willt New Yorkban 2015 őszén, és visszatért volna a Royal Shakespeare Companyhoz Don Quijote szerepében 2016-ban. A Grand Order of Water Rats nevű színházi és filmes közösség tagjává választották.

## Magánélete
Több mint 25 évig az Egyesült Államokban élt; 2009-ben kapta meg az állampolgárságot. Az 1980-as években zsidó vallásra tért. 2011-ben összeházasodott a vele 33 éve élettársi viszonyban élő szerzővel Rick Elice-szel. Rees és Elice közösen írták a Double Double című krimivígjátékot. Elice társszerzője volt (Marshall Brickmannal) a The Addams Family című musical szövegkönyvének, Rees pedig szereplőként állt a darabba 2011. március 22-én. 2012-ben, Elice a színpadi adaptáció elkészítéséért, Rees pedig társrendezőként Tony-díj jelölésben részesültek a Peter and the Starcatcher című darab kapcsán.

## Halála
2014 októberében agyrákot állapítottak meg nála, ezután minden erővel utolsó szerepére koncentrált, hogy Chita Rivera partnereként felléphessen a The Visit-ben, John Kander és Fred Ebb utolsó musicaljében. Két agyműtét, két sugárkezelés és folyamatos kemoterápia mellett is próbált, a 2015. április 23-i bemutatót és még jó néhány előadást is végigjátszott. Május közepén már nehezére esett a beszéd, és kilépett a produkcióból. 71 éves korában hunyt el New York-i otthonában 2015. július 10-én. 2015 július 15-én, egy szerdai napon kihunytak a Broadway fényei, ezzel tisztelegtek emléke előtt. Hamvait az Atlanti-óceánba szórták. Két hónappal később megemlékezést tartottak a New Amsterdam Theatre-ben.

## Válogatott filmográfia
- 2015: A túlélő (Survivor)... Emil Balan (Rosta Sándor)[24]
- 2015: Mindörökké (Forever) (televíziós sorozat, 1 epizódban,... Pap)
- 2012 és 2014: Sherlock és Watson (Elementary) (televíziós sorozat, 2 epizódban... Alistair Moore)
- 2009–2011 és 2013: 13-as raktár (Warehouse 13) (televíziós sorozat, 8 epizódban... James MacPherson)
- 2013: A semmi közepén (The Middle) (televíziós sorozat, 1 epizódban... Mr. Glover)
- 2010: A férjem védelmében (The Good Wife) (televíziós sorozat, 1 epizódban... Dr. Todd Grossman)
- 2010: A Cleveland-show (The Cleveland Show) (televíziós sorozat, 1 epizódban, csak hang)
- 2009: Esküdt ellenségek: Bűnös szándék (Law & Order: Criminal Intent) (televíziós sorozat, 1 epizódban... Duke DeGuerin)
- 2008: Brooklyn arcai (The Narrows)... Reyerson professzor (Végh Péter)[24]
- 2007: Invázió (The Invasion)... Yorish (Perlaki István)[24]
- 2007: A Grace klinika (Grey's Anatomy) (televíziós sorozat, 3 epizódban... Dr. Colin Marlow)
- 2006: A tökéletes trükk (The Prestige)... Owens (Végh Péter)[24]
- 2006: Garfield 2. (Garfield: A Tail of Two Kitties)... Mr. Hobbs (Fazekas István)[24]
- 2006: Szeretni jobb (The Treatment)... Leighton Proctor
- 2006: A rózsaszín párduc (The Pink Panther)... Raymond Larocque (Pálfai Péter)[24]
- 2005: Az új világ (The New World)... Virginia Company Representative (nem szerepel a stáblistán)
- 2005: Bőröndbe csomagolt élet (A Life in Suitcases)... Tulse Luper
- 2000–2002 és 2005: Az elnök emberei (The West Wing) (televíziós sorozat, 5 epizódban... Lord John Marbury, brit nagykövet)
- 2005: 6-os játszma (Game 6)... Jack Haskins
- 2004: Lóvá tett gazda (Crazy Like a Fox)... Nat Banks
- 2004: Tulse Luper bőröndjei, 3. rész: Hálóingtől a végéig (The Tulse Luper Suitcases, Part 3: From Sark to the Finish)... Tulse Luper
- 2004: Tulse Luper bőröndjei, 2. rész: Vauxtól a tengerig (The Tulse Luper Suitcases, Part 2: Vaux to the Sea)...
- 2003: Esküdt ellenségek (Law & Order) (televíziós sorozat, 1 epizódban... Wyatt Scofield)
- 2003: Elveszett legendák kalandorai (Veritas: The Quest) (televíziós sorozat, 2 epizódban... De Molay)
- 2002: Császárok klubja (The Emperor's Club)... Mr. Castle (Imre István)[24]
- 2002: Frida (Frida)... Guillermo Kahlo (Forgács Gábor)[24]
- 2002: A skorpiókirály (The Scorpion King)... Pheron király (Kristóf Tibor)[24]
- 2002: Pán Péter – Visszatérés Sohaországba (Return to Never Land)... Edward (csak hang) (Laklóth Aladár)[24]
- 2001: Taxisok veszélyben (3 A.M.)... Pap
- 2000: Átkelés (The Crossing) (tévéfilm)... Hugh Mercer tábornok (Végh Péter)[24]
- 1999: Tegnap után (The Bumblebee Flies Anyway)... Dr. Croft (Rosta Sándor)[24]
- 1999: Dupla platina (Double Platinum) (tévéfilm)... Marc Reckler
- 1999: Szentivánéji álom (A Midsummer Night's Dream)... Peter Quince (Szacsvay László)[24]
- 1998: Csodaország - végállomás (Next Stop Wonderland)... Ray Thornback
- 1997: A szellemirtók újabb kalandjai (Extreme Ghostbusters) (televíziós sorozat, 1 epizódban, csak hang)
- 1996: Titanic (Titanic) (televíziós minisorozat)... J. Bruce Ismay (Forgács Gábor)[24]
- 1996: A tűz melege (The Substance of Fire)... Max (Galbenisz Tomasz)[24]
- 1993: Robin Hood, a fuszeklik fejedelme (Robin Hood: Men in Tights)... Sheriff of Rottingham (Maros Gábor)[24]
- 1989–1991 és 1993: Cheers (Cheers) (televíziós sorozat, 17 epizódban... Robin Colcord)
- 1993: A torony (The Tower) (tévéfilm)... Mr. Littlehill (Rosta Sándor)[24]
- 1992: Charles és Diana: Nemesi tragédiák (Charles and Diana: Unhappily Ever After) (tévéfilm)... Károly herceg
- 1992: Állj, vagy lő a mamám! (Stop! Or My Mom Will Shoot)... Parnell (Csernák János)[24]
- 1991: Spionfióka (If Looks Could Kill)... Augustus Steranko (Szersén Gyula)[24]
- 1990: A Hold hegyei (Mountains of the Moon)... Edgar Papworth
- 1984: Karácsonyi ének (A Christmas Carol) (tévéfilm)... Fred Holywell / Narrátor
- 1984: Meghökkentő mesék (Tales of the Unexpected) (televíziós sorozat, 1 epizódban... James Howgill)
- 1984: A fekete elefántcsonttorony (The Ebony Tower)... David Williams (Dunai Tamás)[24]
- 1983: Egy aktmodell halála (Star 80)... Aram Nicholas
- 1983: Hihetetlen barátok (Imaginary Friends)... Douglas Pitblado (Incze József)[24]

## További információ
- Roger Rees a PORT.hu-n (magyarul)
- Roger Rees az Internetes Szinkronadatbázisban (magyarul)
- Roger Rees az Internet Movie Database-ben (angolul)
- Roger Rees a Rotten Tomatoeson (angolul)